# Joseph Delteil

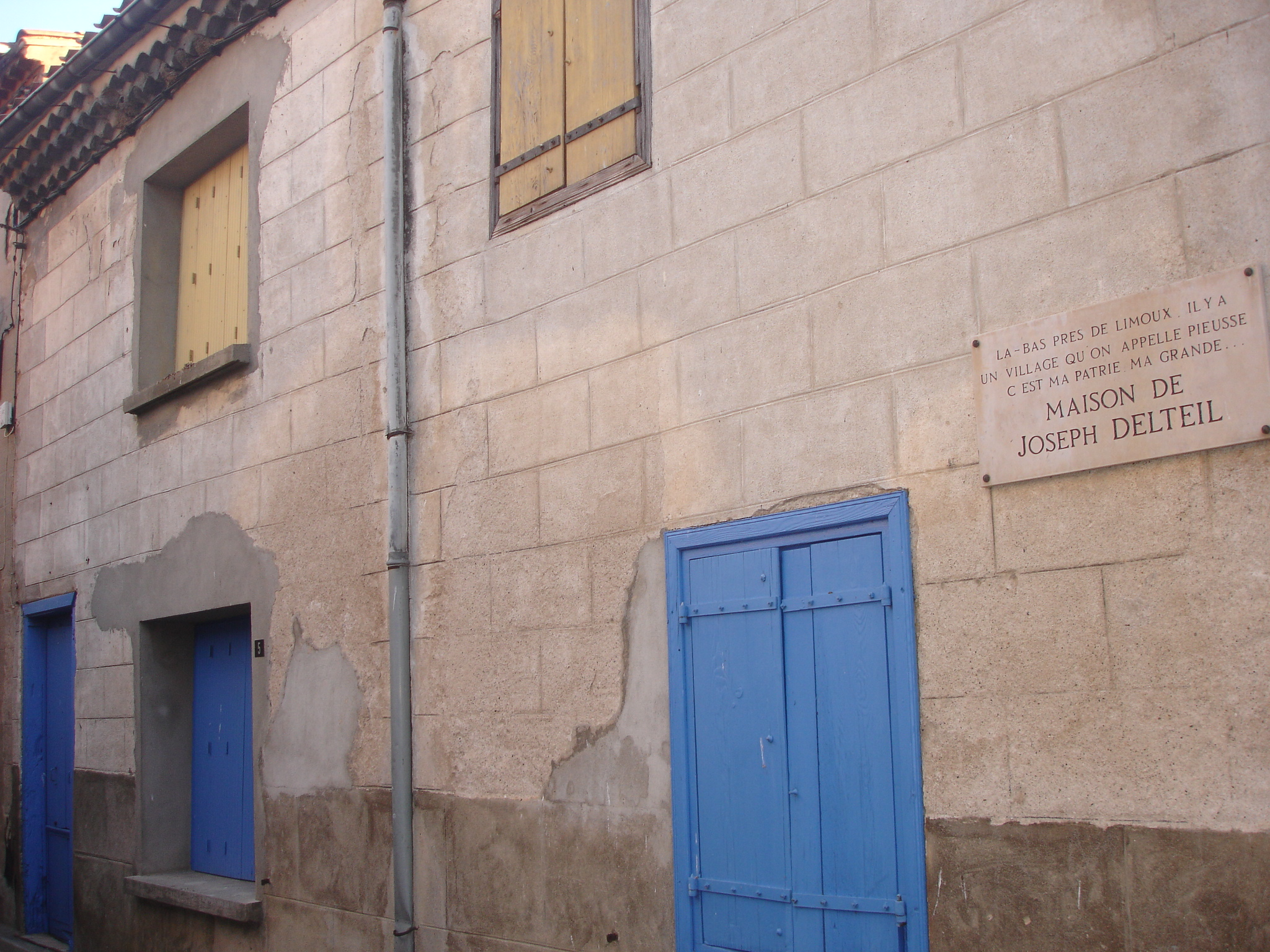
Sein Wohnhaus in Pieusse mit Plakette

Joseph Delteil (* 20. April 1894 in Villar-en-Val; † 16. April 1978 in Grabels) war ein französischer Dichter. Er lebte die meiste Zeit ein seinen Ursprüngen entsprechendes bäuerliches Leben in Südfrankreich und nur in den 1920er Jahren in Paris, wo er in Surrealisten-Kreisen verkehrte und seinen literarischen Durchbruch hatte.
Sein Vater war Holzfäller und Köhler und später Weinbauer und er wuchs südlich von Carcassonne und in Pieusse bei Limoux auf. Delteil besuchte die Schule in Limoux und Carcassonne. Erste Lyrikbände erschienen 1919 (Le coeur grec) und 1921 (Le cygne androgyne). Sein erster Roman Sur le fleuve Amour  verschaffte ihm die Aufmerksamkeit von Louis Aragon und André Breton und fand so Zugang zu den Surrealistenkreisen. Ab 1920 war er  in Paris. Sein Roman Jeanne d'Arc führte zu einem Skandal, erhielt aber den Prix Femina. Der Film von Carl Theodor Dreyer basierte auf dem Buch. Bei den Surrealisten wie Breton stieß das Buch aber auf Ablehnung und es kam zum Bruch. 1931 erkrankte er schwer und beschloss wieder nach Südfrankreich zu ziehen, was er 1937 umsetzte (Paris besuchte er nur noch selten). Er lebte in Grabels mit seiner Frau Caroline Dudley (Gründerin der Revue nègre, gestorben 1982) als Schriftsteller und Bauer. Er hielt aber Kontakte zu Schriftstellern und Künstlern wie Pierre Mac Orlan, Robert Delaunay, Marc Chagall, Louis-Ferdinand Céline, Pierre Soulages, Jean-Claude Drouot, Charles Trenet, Georges Brassens und Henry Miller (der Briefwechsel mit Miller wurde 1980 herausgegeben). Joseph Delteil liegt in Pieusse begraben.
1926 veröffentlichte Delteil einen Roman über Soldaten im Ersten Weltkrieg (Les Poilus). Dabei konnte er nur bedingt auf eigenen Erfahrungen zurückgreifen, da er selbst nicht Soldat gewesen war. 1923 erschien sein Roman Cholera. In seinem Essay Die paläolithische Küche von 1964 sah sein deutscher Herausgeber ihn als Vorläufer der cuisine brute und Terroir-Bewegung.

## Schriften
Deutsche Ausgaben:
- An den Ufern des Amur. Klett-Cotta, Stuttgart 1988 (Sur le fleuve Amour, Übersetzer Jürgen Ritte)
- Don Juan. Hegner, Hellerau 1930 (Übersetzerin Frida Langer-Berneis)
- Die paläolithische Küche. Thiele, Mainz 2011 (Übersetzer André Thiele)